# Quảng Nam
Quảng Nam là tỉnh cũ của khu vực Duyên hải Nam Trung Bộ thuộc Miền Trung, nước Việt Nam. Quảng Nam nằm trong Vùng kinh tế trọng điểm miền Trung.
Tỉnh Quảng Nam có 2 thành phố là thành phố (tỉnh lỵ) Tam Kỳ và thành phố Hội An. Tỉnh là nơi có nhiều di sản văn hóa thế giới nhất cả nước với hai di sản văn hóa thế giới được tổ chức UNESCO công nhận là phố cổ Hội An và thánh địa Mỹ Sơn. Ngoài ra, tỉnh Quảng Nam còn là một vùng đất địa linh nhân kiệt, nơi sản sinh ra nhiều người con ưu tú, tài ba và lỗi lạc cho đất nước. Đây cũng là tỉnh duy nhất của khu vực duyên hải Nam Trung Bộ vừa giáp Biển Đông, vừa giáp biên giới & có đường biên giới quốc tế với nước Cộng hòa Dân chủ Nhân dân Lào và có đường biên giới quốc tế.
Năm 2022, Quảng Nam là đơn vị hành chính Việt Nam đông thứ 19 về số dân, xếp thứ 17 về Tổng sản phẩm trên địa bàn (GRDP), xếp thứ 17 về GRDP bình quân đầu người, đứng thứ 27 về tốc độ tăng trưởng GRDP. Với 1.519.400 người, GRDP đạt 115,883 tỉ Đồng (tương ứng với 5,04 tỉ USD), GRDP bình quân đầu người đạt 76,6 triệu đồng (tương ứng với 3.161,34 USD), tốc độ tăng trưởng GRDP đạt 10,3%.
Trong 6 tháng đầu năm 2021, Quảng Nam nằm trong nhóm 9 tỉnh của cả nước có tốc độ tăng trưởng kinh tế (GRDP) trên 2 con số (tăng 11,7%), đứng thứ 5 so với cả nước và cao nhất Vùng kinh tế trọng điểm Miền Trung. Quy mô nền kinh tế gần 51.973 tỷ đồng, đứng vị trí thứ 2 sau Đà Nẵng.
Quảng Nam có Khu kinh tế mở Chu Lai nổi tiếng với nhà máy của THACO, là một đòn bẩy quan trọng của Vùng kinh tế trọng điểm miền Trung. Năm 2018, khánh thành nhà máy sản xuất ô tô Thaco Mazda lớn nhất và hiện đại nhất Đông Nam Á tại tỉnh Quảng Nam.
Ngày 12 tháng 6 năm 2025, Quốc hội thông qua Nghị quyết số 202/2025/QH15 về việc sắp xếp đơn vị hành chính cấp tỉnh năm 2025, theo  đó tỉnh được giải thể để sáp nhập vào thành phố Đà Nẵng.

## Tên gọi
Trước kia địa phận toàn bộ tỉnh Quảng Nam là đất của Chiêm Thành và Chăm pa (cổ). Năm 1306, theo thỏa ước giữa vua Chiêm Thành là Chế Mân và vua Đại Việt là Trần Nhân Tông thì vua Chế Mân dâng hai Châu Ô tức Thuận Châu và Châu Lý tức Hóa Châu làm sính lễ để cưới con gái vua Trần Nhân Tông là công chúa Huyền Trân. Người Việt dần định cư tại hai vùng đất mới; người Chiêm Thành lùi dần về vùng đất còn lại phía Nam của vương quốc. Năm 1471, với sự kiện sau khi chiếm vùng đất phía Nam Thuận Hóa cho đến đèo Cù Mông thì vua Lê Thánh Tông thành lập Thừa tuyên Quảng Nam. Vua Lê Thánh Tông đã khẳng định chủ quyền lãnh thổ của Đại Việt đối với vùng đất này và danh xưng Quảng Nam xuất hiện từ đây. Vua Lê Thánh Tông đã có một sự lựa chọn, một định hướng mang ý nghĩa lịch sử trọng đại trong quá trình phát triển lâu dài của người Việt và ý nghĩa chiến lược về tầm nhìn xa, xu thế phát triển, mang ý nghĩa quyết định vận mệnh của quốc gia Đại Việt ngày đó. Sang thời kỳ Trịnh - Nguyễn phân tranh từ năm 1570, Thừa tuyên Quảng Nam thuộc quyền cai quản của Chúa Nguyễn. Hội An được nhà chúa chọn là điểm giao thương duy nhất với thế giới khi đó nên nhiều thương gia nước ngoài hay gọi vùng đất này là Quảng Nam quốc. Biên niên sử thời Nguyễn đã chép về giai đoạn này như sau: "Chúa ở trấn hơn 10 năm (tức là chúa Nguyễn Hoàng) chính sự rộng rãi, quân lệnh nghiêm trang, nhân dân đều an cư lạc nghiệp, chợ không hai giá, không có trộm cướp. Thuyền buôn các nước đến nhiều. Trấn trở nên một đô hội lớn". Năm 1806, vua Gia Long lên ngôi chia đất nước thành 23 trấn và 4 doanh thuộc đất kinh kỳ trong đó có Quảng Nam doanh. Năm 1831, vua Minh Mạng đổi trấn và doanh thành tỉnh và Quảng Nam doanh chính thức trở thành tỉnh Quảng Nam kể từ đây. Năm 1888, dưới triều vua Thành Thái, Đà Nẵng bị tách khỏi tỉnh Quảng Nam để trở thành đất nhượng địa của thực dân Pháp. Sau Hiệp định Genève năm 1954, tỉnh Quảng Nam nằm dưới sự quản lý của chế độ Việt Nam Cộng Hòa. Vào năm 1956, tỉnh Quảng Nam lại chia thành hai tỉnh mới lấy sông Rù Rì làm ranh giới là Quảng Nam ở phía Bắc và Quảng Tín ở phía Nam. Năm 1975 khi thống nhất đất nước, chính phủ nước Cộng hòa Xã hội Chủ nghĩa Việt Nam quyết định hợp nhất hai tỉnh: tỉnh Quảng Nam, tỉnh Quảng Tín và thành phố Đà Nẵng để thành lập tỉnh mới có tên gọi là tỉnh Quảng Nam - Đà Nẵng (hay tỉnh Quảng Đà). Năm 1996, tại kỳ họp thứ X của Quốc hội, tỉnh Quảng Nam được tái lập trên cơ sở chia tách tỉnh Quảng Đà thành hai đơn vị hành chính độc lập gồm: thành phố TW Đà Nẵng và tỉnh Quảng Nam. Trải qua suốt quãng thời gian bao thăng trầm cùng dân tộc Việt Nam, danh xưng Quảng Nam đã nhiều lần thay đổi tên gọi: Từ Thừa tuyên Quảng Nam, xứ Quảng Nam, trấn Quảng Nam, dinh Quảng Nam, Quảng Nam quốc, Quảng Nam doanh thời xa xưa, rồi đặc khu Quảng Đà trong thời chiến tranh chống Mỹ, tỉnh Quảng Nam - Đà Nẵng (tỉnh Quảng Đà) đến sau ngày thống nhất đất nước và trở lại danh xưng cũ là tỉnh Quảng Nam khi tỉnh được tái lập năm 1997 trên cơ sở chia tách tỉnh Quảng Nam – Đà Nẵng (hay còn được gọi là tỉnh Quảng Đà) thành 2 đơn vị hành chính là tỉnh Quảng Nam và thành phố Đà Nẵng. Vì vậy, ngày nay cái tên Quảng Nam được đặt cho vùng đất này mang ý nghĩa: "Quảng" có nghĩa là mở rộng, "Nam" có nghĩa là phía Nam, nên tên gọi của địa danh "Quảng Nam" có ý nghĩa là "vùng đất được mở rộng về phía Nam".

## Địa lý

### Vị trí
Tỉnh Quảng Nam thuộc khu vực Duyên hải Nam Trung Bộ của miền Trung, nước Việt Nam, cách thủ đô Hà Nội 820 km về phía Bắc, cách thành phố Huế 235 km về phía Bắc, giáp với thành phố Đà Nẵng ở phía Bắc và cách Thành phố Hồ Chí Minh 900 km về phía Nam theo đường Quốc lộ 1A, có vị trí địa lý:
- Phía bắc giáp thành phố Huế và thành phố Đà Nẵng
- Phía nam giáp tỉnh Quảng Ngãi và tỉnh Kon Tum
- Phía tây giáp tỉnh Sekong của Lào
- Phía đông giáp Biển Đông

Tỉnh lỵ của Quảng Nam đặt tại thành phố Tam Kỳ, có đô thị phố cổ Hội An. Quảng Nam nằm ở khoảng giữa Hà Nội và Thành phố Hồ Chí Minh tính theo đường Quốc lộ 1A.
Tỉnh Quảng Nam diện tích 10.574,86 km², lớn thứ 6 của Việt Nam, dân số năm 2022 là 1.519.400 người, mật độ dân số đạt 144 người/km².

### Địa hình
Địa hình thấp dần từ tây sang đông và chia làm 3 vùng: vùng núi phía tây, trung du ở giữa và đồng bằng ven biển phía đông. Quảng Nam nằm trong vùng khí hậu nhiệt đới gió mùa, nhiệt độ trung bình năm trên 25 °C, lượng mưa trung bình hàng năm đạt 2.000-2.500 mm với hơn 70% tập trung vào 3 tháng mùa mưa (tháng 10, 11 và 12). Vu Gia - Thu Bồn và Tam Kỳ là hai lưu vực sông chính ở Quảng Nam.
Nhìn chung, điều kiện tự nhiên của Quảng Nam (thời tiết - khí hậu, địa hình, tài nguyên nước, biển) có nhiều thuận lợi, tiềm năng cho phát triển sự nghiệp văn hóa đa dạng, độc đáo (phát triển những tiểu vùng văn hóa), phát triển ngành du lịch (du lịch văn hóa, du lịch sinh thái).
Quảng Nam có hướng địa hình nghiêng dần từ Tây sang Đông hình thành 3 kiểu cảnh quan sinh thái rõ rệt là kiểu núi cao phía Tây, kiểu trung du ở giữa và dải đồng bằng ven biển. Vùng đồi núi chiếm 72% diện tích tự nhiên với nhiều ngọn cao trên 2.000 m như núi Lum Heo cao 2.045 m, núi Tion cao 2.032 m, núi Gole - Lang cao 1.855 m (huyện Phước Sơn). Núi Ngọc Linh cao 2.598 m nằm giữa ranh giới Quảng Nam, Kon Tum là đỉnh núi cao nhất của dãy Trường Sơn. Ngoài ra, vùng ven biển phía đông sông Trường Giang là dài cồn cát chạy dài từ Điện Ngọc, Điện Bàn đến Tam Quang, Núi Thành. Bề mặt địa hình bị chia cắt bởi hệ thống sông ngòi khá phát triển gồm sông Thu Bồn, sông Tam Kỳ và sông Trường Giang.
Quảng Nam có đường bờ biển dài 125 km, ven biển có nhiều bãi tắm đẹp, nổi tiếng, như: Hà My (Điện Bàn), Cửa Đại (Hội An), Bình Minh (Thăng Bình), Tam Thanh (Tam Kỳ), Bãi Rạng (Núi Thành),... Cù Lao Chàm là cụm đảo ven bờ với hệ sinh thái phong phú được công nhận là khu dự trữ sinh quyển của thế giới.

### Khí hậu
Quảng Nam nằm trong vùng khí hậu nhiệt đới, chỉ có 2 mùa là mùa mưa và mùa khô, chịu ảnh hưởng của mùa đông lạnh miền Bắc. Nhiệt độ trung bình năm 25,6 °C, Mùa đông nhiệt độ vùng đồng bằng có thể xuống dưới 12 °C và nhiệt độ vùng núi thậm chí còn thấp hơn. Độ ẩm trung bình trong không khí đạt 84%. Lượng mưa trung bình 2000–2500 mm. Mùa mưa thường kéo dài từ tháng 10 đến tháng 12, mùa khô kéo dài từ tháng 2 đến tháng 8, tháng 1 và tháng 9 là các tháng chuyển tiếp với đặc trưng là thời tiết hay nhiễu loạn và khá nhiều mưa. Mưa phân bố không đều theo không gian, mưa ở miền núi nhiều hơn đồng bằng. Vùng Tây Bắc thuộc lưu vực sông Bung (các huyện Đông Giang, Tây Giang và Nam Giang) có lượng mưa thấp nhất trong khi vùng đồi núi Tây Nam thuộc lưu vực sông Thu Bồn (các huyện Nam Trà My, Bắc Trà My, Tiên Phước và Hiệp Đức) có lượng mưa lớn nhất. Trà My là một trong những trung tâm mưa lớn nhất của Việt Nam với lượng mưa trung bình năm vượt quá 4,000 mm. Mưa lớn lại tập trung trong một thời gian ngắn trong 3 tháng mùa mưa trên một địa hình hẹp, dốc tạo điều kiện thuận lợi cho lũ các sông lên nhanh.
Hiện có hai trạm khí tượng trên địa bàn tỉnh quan trắc đầy đủ các yếu tố khí tượng trong một thời gian dài (bắt đầu từ 1976) là trạm Tam Kỳ và trạm Trà My. Trạm Tam Kỳ đặt tại phường Hòa Thuận, thành phố Tam Kỳ được sử dụng để tính toán các yếu tố khí tượng liên quan cho vùng đồng bằng phía Đông của tỉnh. Trạm Trà My đặt tại thị trấn Trà My, huyện Bắc Trà My được sử dụng để tính toán các yếu tố khí tượng liên quan cho vùng núi phía Tây của tỉnh.
Giá trị trung bình của các yếu thời tiết cơ bản tại Tam Kỳ, đại diện cho vùng đồng bằng phía Đông của tỉnh được trình bày trong bảng dưới đây:
| Dữ liệu khí hậu của Tam Kỳ              | Dữ liệu khí hậu của Tam Kỳ | Dữ liệu khí hậu của Tam Kỳ | Dữ liệu khí hậu của Tam Kỳ | Dữ liệu khí hậu của Tam Kỳ | Dữ liệu khí hậu của Tam Kỳ | Dữ liệu khí hậu của Tam Kỳ | Dữ liệu khí hậu của Tam Kỳ | Dữ liệu khí hậu của Tam Kỳ | Dữ liệu khí hậu của Tam Kỳ | Dữ liệu khí hậu của Tam Kỳ | Dữ liệu khí hậu của Tam Kỳ | Dữ liệu khí hậu của Tam Kỳ | Dữ liệu khí hậu của Tam Kỳ |
| Tháng                                   | 1                          | 2                          | 3                          | 4                          | 5                          | 6                          | 7                          | 8                          | 9                          | 10                         | 11                         | 12                         | Năm                        |
| --------------------------------------- | -------------------------- | -------------------------- | -------------------------- | -------------------------- | -------------------------- | -------------------------- | -------------------------- | -------------------------- | -------------------------- | -------------------------- | -------------------------- | -------------------------- | -------------------------- |
| Cao kỉ lục °C (°F)                      | 32.0 (89.6)                | 36.0 (96.8)                | 37.0 (98.6)                | 40.0 (104.0)               | 40.1 (104.2)               | 40.0 (104.0)               | 38.0 (100.4)               | 39.0 (102.2)               | 38.6 (101.5)               | 35.0 (95.0)                | 32.0 (89.6)                | 30.7 (87.3)                | 40.1 (104.2)               |
| Trung bình ngày tối đa °C (°F)          | 25.0 (77.0)                | 26.0 (78.8)                | 29.0 (84.2)                | 32.0 (89.6)                | 33.0 (91.4)                | 33.8 (92.8)                | 34.0 (93.2)                | 34.0 (93.2)                | 31.4 (88.5)                | 29.0 (84.2)                | 27.0 (80.6)                | 24.3 (75.7)                | 29.8 (85.6)                |
| Trung bình ngày °C (°F)                 | 21.0 (69.8)                | 22.0 (71.6)                | 24.0 (75.2)                | 27.0 (80.6)                | 28.0 (82.4)                | 28.7 (83.7)                | 29.0 (84.2)                | 29.0 (84.2)                | 27.1 (80.8)                | 26.0 (78.8)                | 24.0 (75.2)                | 21.6 (70.9)                | 25.6 (78.1)                |
| Tối thiểu trung bình ngày °C (°F)       | 19.0 (66.2)                | 20.0 (68.0)                | 22.0 (71.6)                | 24.0 (75.2)                | 21.6 (70.9)                | 25.3 (77.5)                | 25.0 (77.0)                | 25.0 (77.0)                | 24.3 (75.7)                | 23.0 (73.4)                | 22.0 (71.6)                | 19.7 (67.5)                | 22.8 (73.0)                |
| Thấp kỉ lục °C (°F)                     | 12.0 (53.6)                | 15.0 (59.0)                | 13.0 (55.4)                | 19.0 (66.2)                | 21.6 (70.9)                | 22.4 (72.3)                | 21.0 (69.8)                | 20.0 (68.0)                | 20.6 (69.1)                | 18.0 (64.4)                | 16.0 (60.8)                | 12.0 (53.6)                | 12.0 (53.6)                |
| Lượng Giáng thủy trung bình mm (inches) | 108.0 (4.25)               | 46.0 (1.81)                | 40.6 (1.60)                | 58.1 (2.29)                | 108 (4.3)                  | 111 (4.4)                  | 71.3 (2.81)                | 103.0 (4.06)               | 320.0 (12.60)              | 735.0 (28.94)              | 630.0 (24.80)              | 386.0 (15.20)              | 2.717 (107.06)             |
| Số ngày giáng thủy trung bình           | 18                         | 11                         | 9                          | 9                          | 11                         | 11                         | 9                          | 12                         | 16                         | 22                         | 23                         | 23                         | 174                        |
| Độ ẩm tương đối trung bình (%)          | 88.0                       | 88.0                       | 85.0                       | 83.0                       | 80.0                       | 80.0                       | 76                         | 76.0                       | 87                         | 87.0                       | 88.0                       | 84.0                       | 83.5                       |
| Số giờ nắng trung bình tháng            | 133.0                      | 148.0                      | 208.0                      | 222.0                      | 254.0                      | 236.0                      | 250.0                      | 231.0                      | 192.0                      | 154.0                      | 108.0                      | 83.0                       | 2.219                      |
| Nguồn: http://lucci-vietnam.info/       |                            |                            |                            |                            |                            |                            |                            |                            |                            |                            |                            |                            |                            |

Giá trị trung bình của các yếu thời tiết cơ bản tại Trà My, đại diện cho vùng núi phía Tây của tỉnh được trình bày trong bảng dưới đây:
| Dữ liệu khí hậu của Trà My              | Dữ liệu khí hậu của Trà My | Dữ liệu khí hậu của Trà My | Dữ liệu khí hậu của Trà My | Dữ liệu khí hậu của Trà My | Dữ liệu khí hậu của Trà My | Dữ liệu khí hậu của Trà My | Dữ liệu khí hậu của Trà My | Dữ liệu khí hậu của Trà My | Dữ liệu khí hậu của Trà My | Dữ liệu khí hậu của Trà My | Dữ liệu khí hậu của Trà My | Dữ liệu khí hậu của Trà My | Dữ liệu khí hậu của Trà My |
| Tháng                                   | 1                          | 2                          | 3                          | 4                          | 5                          | 6                          | 7                          | 8                          | 9                          | 10                         | 11                         | 12                         | Năm                        |
| --------------------------------------- | -------------------------- | -------------------------- | -------------------------- | -------------------------- | -------------------------- | -------------------------- | -------------------------- | -------------------------- | -------------------------- | -------------------------- | -------------------------- | -------------------------- | -------------------------- |
| Cao kỉ lục °C (°F)                      | 32.8 (91.0)                | 36.4 (97.5)                | 37.9 (100.2)               | 40.5 (104.9)               | 38.9 (102.0)               | 38.7 (101.7)               | 37.9 (100.2)               | 39.7 (103.5)               | 36.7 (98.1)                | 34.1 (93.4)                | 32.4 (90.3)                | 31.9 (89.4)                | 40.5 (104.9)               |
| Trung bình ngày tối đa °C (°F)          | 24.9 (76.8)                | 26.9 (80.4)                | 30.2 (86.4)                | 32.9 (91.2)                | 33.6 (92.5)                | 33.5 (92.3)                | 33.7 (92.7)                | 33.5 (92.3)                | 31.4 (88.5)                | 28.6 (83.5)                | 25.9 (78.6)                | 23.6 (74.5)                | 29.9 (85.8)                |
| Trung bình ngày °C (°F)                 | 20.7 (69.3)                | 21.9 (71.4)                | 24.1 (75.4)                | 26.0 (78.8)                | 26.7 (80.1)                | 27.1 (80.8)                | 26.9 (80.4)                | 26.9 (80.4)                | 25.7 (78.3)                | 24.3 (75.7)                | 22.5 (72.5)                | 20.5 (68.9)                | 24.4 (75.9)                |
| Tối thiểu trung bình ngày °C (°F)       | 18.3 (64.9)                | 19.1 (66.4)                | 20.5 (68.9)                | 22.2 (72.0)                | 23.1 (73.6)                | 23.5 (74.3)                | 23.2 (73.8)                | 23.2 (73.8)                | 22.8 (73.0)                | 22.0 (71.6)                | 20.6 (69.1)                | 18.8 (65.8)                | 21.4 (70.5)                |
| Thấp kỉ lục °C (°F)                     | 11.8 (53.2)                | 13.0 (55.4)                | 12.9 (55.2)                | 18.2 (64.8)                | 19.9 (67.8)                | 20.2 (68.4)                | 20.8 (69.4)                | 20.2 (68.4)                | 19.0 (66.2)                | 15.1 (59.2)                | 14.1 (57.4)                | 10.4 (50.7)                | 10.4 (50.7)                |
| Lượng Giáng thủy trung bình mm (inches) | 133.0 (5.24)               | 67.4 (2.65)                | 190.0 (7.48)               | 109.0 (4.29)               | 301.0 (11.85)              | 244.0 (9.61)               | 166.0 (6.54)               | 174.0 (6.85)               | 386.0 (15.20)              | 982.0 (38.66)              | 1.038 (40.87)              | 502.0 (19.76)              | 4.292,4 (169)              |
| Số ngày giáng thủy trung bình           | 16                         | 12                         | 9                          | 12                         | 20                         | 17                         | 16                         | 16                         | 20                         | 23                         | 24                         | 23                         | 208                        |
| Độ ẩm tương đối trung bình (%)          | 89                         | 87.0                       | 84.0                       | 83                         | 85                         | 84.0                       | 84.0                       | 84                         | 88.0                       | 88.0                       | 93.0                       | 93.0                       | 86.8                       |
| Số giờ nắng trung bình tháng            | 78.0                       | 136.0                      | 190.0                      | 194.0                      | 210.0                      | 244.0                      | 207.0                      | 199.0                      | 158.0                      | 121.0                      | 75.0                       | 59.0                       | 1.871                      |
| Nguồn: http://lucci-vietnam.info/       |                            |                            |                            |                            |                            |                            |                            |                            |                            |                            |                            |                            |                            |

### Thủy văn
Quảng Nam có hai hệ thống sông lớn là Vu Gia - Thu Bồn (VG-TB) và Tam Kỳ. Diện tích lưu vực VG-TB (bao gồm một phần lưu vực thuộc tỉnh Kon Tum, Quảng Ngãi, thành phố Đà Nẵng là 10,350 km², là 1 trong 10 hệ thống sông có diện tích lưu vực lớn nhất Việt Nam và lưu vực sông Tam Kỳ là 735 km². Các sông bắt nguồn từ sườn đông của dãy Trường Sơn, chảy chủ yếu theo hướng Tây-Đông và đổ ra biển Đông tại cửa Hàn (Đà Nẵng), cửa Đại (Hội An) và An Hòa (Núi Thành). Ngoài hai hệ thống sông trên, sông Trường Giang có chiều dài 47 km chảy dọc ven biển theo hướng Bắc - Nam kết nối hệ thống sông VG-TB và Tam Kỳ.
Do địa hình đồi dốc và lượng mưa lớn nên mạng lưới sông ngòi của tỉnh Quảng Nam khá dày đặc. Mật độ sông ngòi trung bình là 0.47 km/km² cho hệ thống VG - TB và 0.6 km/km² cho các hệ thống sông khác.
Các sông có lưu lượng dòng chảy lớn, đầy nước quanh năm. Lưu lượng dòng chảy trung bình năm của sông Vu Gia (tính đến thị trấn Thạnh Mỹ với diện tích lưu vực 1,850 km²) là 127 m³/s, của sông Thu Bồn (tính đến Nông Sơn với diện tích lưu vực 3,130 km²) là 281 m³/s. Chế độ dòng chảy của sông ngòi có sự phân mùa rõ rệt. Dòng chảy 3 tháng mùa lũ (tháng 10, 11, 12) chiếm 65 - 70% tổng dòng chảy cả năm trong khi dòng chảy vào mùa kiệt (từ tháng 2 đến tháng 8) rất thấp. Hai tháng 1 và 9 là các tháng chuyển tiếp với dòng chảy thất thường. Lưu lượng cực đại của Thu Bồn tại Nông Sơn là 10,600 m³/s và lưu lượng tối thiểu đo được là 15.7 m³/s trong khi đó lưu lượng cực đại của Vu Gia tại Thạnh Mỹ là 4,540 m³/s và cực tiểu là 10.5 m³/s. Lưu lượng lớn vào mùa mưa và thấp vào mùa khô là nguyên nhân chính gây nên lũ lụt và hạn hán trong vùng.
Tài nguyên nước phong phú là tiền đề để phát triển thủy điện trên địa bàn. Tính đến 2015, trên địa bàn Quảng Nam có 8 dự án thủy điện có công suất lớn (trên 100 MW) và 35 thủy điện có công suất nhỏ. Nhiều nhà máy thủy điện công suất lớn như Sông Tranh 2, Đăk Mi 4, A Vương, Sông Bung 2, Sông Bung 4, Sông Kôn 2... đã và đang được xây dựng góp phần cung cấp điện cho nhu cầu ngày càng tăng của cả nước.

### Tài nguyên đất
Sử dụng đất: Theo số liệu thống kê, kiểm kê đất đai vào ngày 01/01/2010, trong tổng diện tích tự nhiên 1.043.836 ha, diện tích đất nông nghiệp chiếm 798.790 ha, diện tích đất phi nông nghiệp là 87.765 ha và diện tích đất chưa sử dụng là 157.281 ha.
Tổng diện tích tự nhiên của Quảng Nam là 1.043.803 ha được hình thành từ chín loại đất khác nhau gồm cồn cát và đất cát ven biển, đất phù sa sông, đất phù sa biển, đất xám bạc màu, đất đỏ vàng, đất thung lũng, đất bạc màu xói mòn trơ sỏi đá,... Nhóm đất phù sa ven sông là nhóm đất quan trọng nhất trong phát triển cây lương thực, thực phẩm và cây công nghiệp ngắn ngày. Nhóm đất đỏ vàng vùng đồi núi thuận lợi cho trồng rừng, cây công nghiệp và cây ăn quả dài ngày. Nhóm đất cát ven biển đang được khai thác cho mục đích nuôi trồng thủy sản.

### Tài nguyên rừng
Tỉnh Quảng Nam có 425.921 ha rừng, tỷ lệ che phủ đạt 40,9%; trữ lượng gỗ của tỉnh khoảng 30 triệu m3. Diện tích rừng tự nhiên là 388.803 ha, rừng trồng là 37.118 ha. Rừng giàu ở Quảng Nam hiện có khoảng 10 nghìn ha, phân bố ở các đỉnh núi cao, diện tích rừng còn lại chủ yếu là rừng nghèo, rừng trung bình và rừng tái sinh, có trữ lượng gỗ khoảng 69 m3/ha. Các khu bảo tồn thiên nhiên trên địa bàn tỉnh nằm ở sông Thanh thuộc huyện Nam Giang.
Tháng Tư năm 2011 nhà chức trách tỉnh Quảng Nam cho thành lập Khu Bảo tồn Thiên nhiên Sao La (tiếng Anh: Saola Nature Reserve), mở hành lang cho các sinh vật vùng núi giữa Lào và Việt Nam, nhất là loài sao la đang bị đe dọa.
Rừng nhiệt đới lá rộng thường xanh là kiểu sinh thái chủ đạo của Quảng Nam. Quảng Nam là tỉnh giàu tiềm năng rừng nhưng do bị khai thác quá mức trong một thời gian dài nên diện tích rừng nguyên sinh còn ít. Việc đẩy mạnh trồng rừng trong những năm gần đây đã tăng diện tích đất có rừng của Quảng Nam lên hơn 55% vào năm 2014. Đây là một trong những địa phương có diện tích đất có rừng cao nhất cả nước. Rừng đặc dụng sông Thanh là khu bảo tồn lớn nhất tỉnh, nơi mà các động vật hoang dã khu vực Trung Trường Sơn đang được bảo tồn. Nhân sâm Ngọc Linh là cây dược liệu quý phân bố chủ yếu ở độ cao trên 1.000 m của núi Ngọc Linh.

## Lịch sử
Quảng Nam là vùng đất giàu truyền thống văn hóa và nhiều di sản văn hóa thế giới nhất cả nước với hai di sản văn hóa thế giới được UNESCO công nhận là phố cổ Hội An và thánh địa Mỹ Sơn. Quảng Nam còn là một vùng đất địa linh nhân kiệt, nơi sản sinh ra nhiều người con ưu tú, tài ba và lỗi lạc cho đất nước. Năm 2008, Quảng Nam là tỉnh đầu tiên của vùng Duyên hải Nam Trung Bộ có 2 thành phố trực thuộc tỉnh (Tam Kỳ, Hội An). Đây cũng là tỉnh duy nhất của vùng Duyên hải Nam Trung Bộ vừa giáp biển vừa giáp biên giới, có đường biên giới quốc tế.
Thời nhà Trần

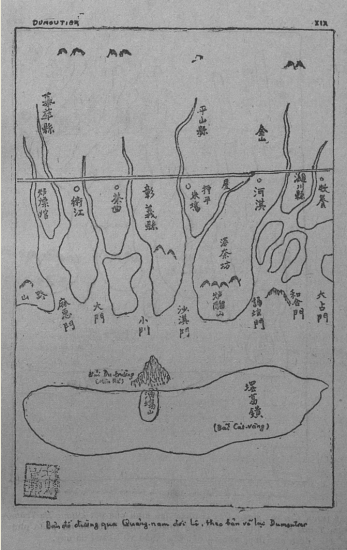
Bản đồ đường qua xứ Quảng Nam thời Lê trung hưng, theo Thiên Nam lộ đồ vẽ lại năm 1741(bản sao chép của Dumoutier). Bãi cát vàng (鐄葛𣺽) trên bản đồ tức là Hoàng Sa

Bản đồ tỉnh Quảng Nam của nhà Nguyễn Việt Nam in trong Đại Nam nhất thống chí

Trước kia Quảng Nam là vùng đất của Vương quốc Chiêm Thành. Năm 1306 theo thỏa ước giữa vua Chiêm Thành là Chế Mân và vua Đại Việt là Trần Nhân Tông thì vua Chế Mân dâng hai châu, đó là: châu Ô tức Thuận Châu (nam Quảng Trị, Huế) và châu Lý tức Hóa Châu (một phần Huế, bắc sông Thu Bồn) làm sính lễ cưới con gái vua Trần Nhân Tông là công chúa Huyền Trân. Người Việt dần định cư tại hai vùng đất mới; người Chiêm Thành lùi dần về vùng đất còn lại phía Nam của vương quốc.
Thời nhà Hồ
Năm 1400, nhà Hồ thay thế nhà Trần. Nhà Hồ chia Hóa Châu thành 4 châu nhỏ hơn là Thăng Châu, Hóa Châu, Tư Châu và Nghĩa Châu và đặt An Phủ Sứ cai trị.
Thời nhà Hậu Trần
Năm 1407, Trần Ngỗi khởi nghĩa ở Nghệ An xưng là Giản Định đế nhà Hậu Trần, có hai viên quan cũ nhà Hồ là Đặng Tất ở Hóa Châu (nay là Thừa Thiên Huế) và Nguyễn Cảnh Chân ở Thăng Hoa (nay là Quảng Nam) theo giúp. Tháng Giêng âm lịch năm 1408, Trần Ngỗi cùng Đặng Tất chỉ huy quân nhà Hậu Trần đại phá 4 vạn quân Minh do Mộc Thạnh chỉ huy ở trận Bô Cô.
Thời Hậu Lê
Năm 1471, sau khi chiếm vùng đất phía Nam Thuận Hóa cho đến đèo Cù Mông, vua Lê Thánh Tông lập thêm đơn vị hành chính thứ 13 - Thừa Tuyên Quảng Nam gồm 3 phủ: Thăng Hoa, Tư Nghĩa và Hoài Nhơn (nay là Đà Nẵng, Quảng Nam, Quảng Ngãi, Bình Định).
Vua Lê Thánh Tông đã có một sự lựa chọn, một định hướng mang ý nghĩa lịch sử trọng đại trong quá trình phát triển lâu dài của người Việt và ý nghĩa chiến lược về tầm nhìn xa, xu thế phát triển, mang ý nghĩa quyết định vận mệnh của quốc gia Đại Việt ngày đó. Danh xưng tỉnh Quảng Nam xuất hiện từ đây.
Thời Trịnh – Nguyễn phân tranh
Sang thời kỳ Trịnh – Nguyễn phân tranh, Quảng Nam thuộc quyền cai quản của chúa Nguyễn (từ năm 1570). Hội An được nhà chúa chọn là điểm giao thương duy nhất với thế giới khi đó nên nhiều thương gia nước ngoài hay gọi vùng đất này là "Quảng Nam Quốc". Biên niên sử thời Nguyễn đã chép về giai đoạn này như sau: "Chúa ở trấn hơn 10 năm, (chúa Tiên Nguyễn Hoàng) chính sự rộng rãi, quân lệnh nghiêm trang, nhân dân đều an cư lạc nghiệp, chợ không hai giá, không có trộm cướp. Thuyền buôn các nước đến nhiều. Trấn trở nên một đô hội lớn".
Thời nhà Tây Sơn
Đến giữa thế kỷ 17, việc triều chính xứ Đàng Trong suy đồi. Thuế thì nặng; quan lại thì lợi dụng địa vị, sinh sự làm khổ dân. Trước hoàn cảnh đó, khi phong trào Tây Sơn bùng nổ, dân Quảng Nam cũng nổi dậy. Mùa thu năm 1773 khi quân Tây Sơn kéo ra Quảng Nam, quân dân Quảng Nam đã phối hợp cùng nghĩa quân phục kích ở Bến Đá (Thạch Tân, Thăng Hoa, Quảng Nam) đánh bại quân của chúa Nguyễn do các tướng Nguyễn Cửu Thống, Nguyễn Hữu Sách chỉ huy. Nhà Tây Sơn tuy vậy chỉ tồn tại trong thời gian ngắn ngủi.
Thời nhà Nguyễn

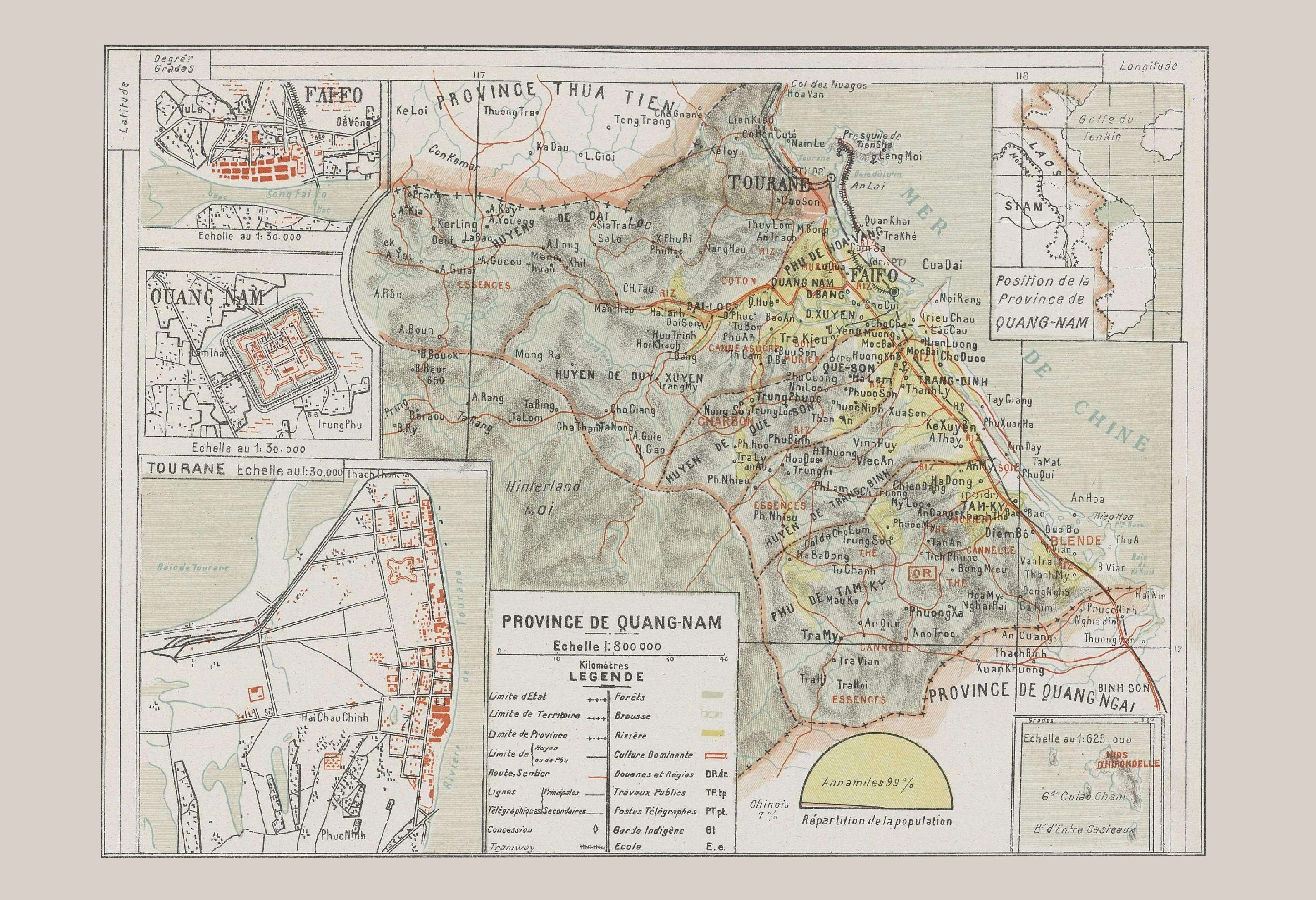
Bản đồ tỉnh Quảng Nam năm 1909

Năm 1806 vua Gia Long thống nhất đất nước. Về hành chính, vua chia đất nước thành 23 trấn và 4 doanh thuộc đất kinh kỳ gồm Trực Lệ-Quảng Đức, Quảng Bình, Quảng Trị và Quảng Nam doanh.
Năm 1831, vua Minh Mạng đổi trấn và doanh thành tỉnh. Quảng Nam chính thức trở thành tỉnh từ năm này. Tỉnh Quảng Nam được chia thành 2 phủ: Thăng Bình (升平) (trước là Thăng Hoa) (gồm các huyện Lễ Dương (醴陽) Tam Kỳ (三岐), Hà Đông (河東), Quế Sơn (桂山)) và Điện Bàn (奠磐) (gồm các huyện Hòa Vang (和榮), Duy Xuyên (濰川), Diên Phúc (延福) (sau đổi là Diên Phước), Đại Lộc (大祿)).
Thời Pháp thuộc
Năm 1888, dưới triều vua Thành Thái, Đà Nẵng bị tách khỏi Quảng Nam để trở thành đất nhượng địa của thực dân Pháp.
Thời Việt Nam Cộng Hòa (trước năm 1975)
| Dân số tỉnh Quảng Nam 1975 | Dân số tỉnh Quảng Nam 1975 |
| Quận                       | Dân số                     |
| -------------------------- | -------------------------- |
| Đại Lộc                    | 49.693                     |
| Điện Bàn                   | 164.761                    |
| Đức Dục                    | 47.461                     |
| Duy Xuyên                  | 84.206                     |
| Hiếu Đức                   | 15.906                     |
| Hiếu Nhơn                  | 82.442                     |
| Hòa Vang                   | 91.450                     |
| Quế Sơn                    | 73.629                     |
| Thường Đức                 | 17.963                     |
| Tổng số                    | 627.511                    |

Sau Hiệp định Genève, tỉnh Quảng Nam thời Việt Nam Cộng Hòa vào năm 1956 lại chia thành hai tỉnh mới lấy sông Rù Rì (tức sông Ly Ly) làm ranh giới là Quảng Nam ở phía Bắc gồm chín quận và Quảng Tín ở phía Nam gồm sáu quận.
Chín (9) quận của Quảng Nam là:
- Hòa Vang (nay là các quận Cẩm Lệ, Liên Chiểu, Ngũ Hành Sơn, một phần huyện Hòa Vang, một phần quận Hải Châu thuộc thành phố Đà Nẵng).[11]
- Đại Lộc
- Điện Bàn
- Duy Xuyên
- Đức Dục (nay là huyện Nông Sơn và một phần các huyện Đại Lộc, Duy Xuyên).
- Hiếu Nhơn (nay là thành phố Hội An và một phần thị xã Điện Bàn).
- Quế Sơn
- Hiếu Đức (nay là một phần các huyện Hòa Vang thuộc thành phố Đà Nẵng và huyện Đông Giang).
- Thượng Đức (nay là các huyện Nam Giang, Tây Giang và một phần các huyện Đại Lộc, Đông Giang).

Tỉnh lỵ đặt tại Hội An thuộc quận Hiếu Nhơn.
Tỉnh Quảng Tín, từ sông Ly Ly vào đến Dốc Sỏi (ranh giới với tỉnh Quảng Ngãi), gồm 6 quận:
- Thăng Bình
- Tam Kỳ (nay là thành phố Tam Kỳ, huyện Phú Ninh và một phần huyện Núi Thành)
- Lý Tín (nay là một phần huyện Núi Thành)
- Tiên Phước
- Hậu Đức (nay là một phần huyện Bắc Trà My)
- Hiệp Đức (nay là các huyện Hiệp Đức và Phước Sơn).

Dân số Quảng Tín lúc đó là 353.752 người; tỉnh lỵ đóng tại Tam Kỳ. 
Thời Việt Nam (Sau năm 1975)
Tỉnh Quảng Nam - Đà Nẵng
Sau khi thống nhất đất nước, chính phủ Nhà Nước Cộng hòa Xã hội chủ nghĩa Việt Nam quyết định sáp nhập 3 tỉnh: Quảng Nam, Quảng Tín và thành phố Đà Nẵng thành lập tỉnh Quảng Nam - Đà Nẵng với Đà Nẵng là tỉnh lị.
Sau khi thành lập tỉnh, có những thay đổi hành chính như sau: chuyển thị xã Đà Nẵng thành thành phố Đà Nẵng, hợp nhất thị xã Tam Kỳ và 2 huyện Bắc Tam Kỳ, Nam Tam Kỳ thành huyện Tam Kỳ.
Đến năm 1980, tỉnh Quảng Nam – Đà Nẵng có thành phố Đà Nẵng (tỉnh lị), thị xã Hội An, 12 huyện: Đại Lộc, Điện Bàn, Duy Xuyên, Giằng, Hiên, Hòa Vang, Phước Sơn, Quế Sơn, Tam Kỳ, Thăng Bình, Tiên Phước, Trà My.
Ngày 4 tháng 2 năm 1982, thành lập huyện đảo Hoàng Sa.
Ngày 3 tháng 12 năm 1983, chia huyện Tam Kỳ thành thị xã Tam Kỳ và huyện Núi Thành.
Ngày 31 tháng 12 năm 1985, thành lập huyện Hiệp Đức trên cơ sở tách 2 xã thuộc huyện Thăng Bình, 4 xã thuộc huyện Quế Sơn và 2 xã thuộc huyện Phước Sơn.
Đến năm 1991, tỉnh Quảng Nam - Đà Nẵng gồm: thành phố Đà Nẵng (tỉnh lỵ), 2 thị xã: Tam Kỳ, Hội An và 14 huyện: Đại Lộc, Điện Bàn, Duy Xuyên, Giằng, Hiên, Hiệp Đức, Hòa Vang, Hoàng Sa, Núi Thành, Phước Sơn, Quế Sơn, Thăng Bình, Tiên Phước, Trà My.
Tỉnh Quảng Nam
Năm 1997, theo Nghị quyết được ban hành tại kỳ họp thứ X của Quốc hội, tỉnh Quảng Nam – Đà Nẵng được chia thành hai đơn vị hành chính độc lập gồm thành phố Đà Nẵng và tỉnh Quảng Nam. Tỉnh Quảng Nam mới có 14 huyện gồm Đại Lộc, Điện Bàn, Duy Xuyên, Giằng, Hiên, Hiệp Đức, Núi Thành, Phước Sơn, Quế Sơn, Thăng Bình, Tiên Phước, Trà My và 2 thị xã: Tam Kỳ (tỉnh lị), Hội An.
Ngày 16 tháng 8 năm 1999, huyện Giằng được đổi tên thành huyện Nam Giang.
Ngày 20 tháng 6 năm 2003, chia huyện Trà My thành 2 huyện là huyện Bắc Trà My và huyện Nam Trà My; chia huyện Hiên thành 2 huyện là huyện Đông Giang và huyện Tây Giang.
Ngày 5 tháng 1 năm 2005, chia thị xã Tam Kỳ thành thị xã Tam Kỳ và huyện Phú Ninh.
Ngày 29 tháng 9 năm 2006, chuyển thị xã Tam Kỳ thành thành phố Tam Kỳ.
Ngày 29 tháng 1 năm 2008, chuyển thị xã Hội An thành thành phố Hội An.
Năm 2008, Quảng Nam là tỉnh đầu tiên thuộc vùng Nam Trung Bộ có 2 thành phố trực thuộc tỉnh lần lượt là thành phố Tam Kỳ và thành phố Hội An.
Ngày 8 tháng 4 năm 2008, chia huyện Quế Sơn thành 2 huyện là huyện Quế Sơn và huyện Nông Sơn.
Ngày 11 tháng 3 năm 2015, chuyển huyện Điện Bàn thành thị xã Điện Bàn.
Ngày 24 tháng 10 năm 2024, Ủy ban Thường vụ Quốc hội ban hành Nghị quyết số 1241/NQ-UBTVQH15 về việc sắp xếp đơn vị hành chính cấp huyện, cấp xã của tỉnh Quảng Nam giai đoạn 2023–2025 (nghị quyết có hiệu lực từ ngày 1 tháng 1 năm 2025). Theo đó, sáp nhập toàn bộ 471,64 km2 diện tích tự nhiên và quy mô dân số là 35.438 người của huyện Nông Sơn trở lại huyện Quế Sơn.
Tỉnh Quảng Nam có 2 thành phố, 1 thị xã và 14 huyện.
Ngày 12 tháng 6 năm 2025, Quốc hội ban hành Nghị quyết số 202/2025/QH15 về việc sắp xếp đơn vị hành chính cấp tỉnh (nghị quyết có hiệu lực từ ngày 01 tháng 07 năm 2025). Theo đó, sáp nhập toàn bộ diện tích và quy mô dân số của tỉnh Quảng Nam vào thành phố Đà Nẵng lấy tên là thành phố Đà Nẵng.

## Hành chính
Tỉnh Quảng Nam hiện có 17 đơn vị hành chính cấp huyện bao gồm: 2 thành phố, 1 thị xã và 14 huyện; được chia thành 241 đơn vị hành chính cấp xã gồm: 29 phường, 14 thị trấn, 190 xã.
| Tên           | Dân số ngày 1/4/2019 (người) | Hành chính        |
| ------------- | ---------------------------- | ----------------- |
| Thành phố (2) |                              |                   |
| Tam Kỳ        | 122.374                      | 8 phường, 4 xã    |
| Hội An        | 98.599                       | 9 phường, 4 xã    |
| Thị xã (1)    |                              |                   |
| Điện Bàn      | 226.564                      | 12 phường, 8 xã   |
| Huyện (14)    |                              |                   |
| Bắc Trà My    | 41.335                       | 1 thị trấn, 12 xã |
| Đại Lộc       | 141.851                      | 1 thị trấn, 17 xã |
| Đông Giang    | 25.116                       | 1 thị trấn, 10 xã |
| Duy Xuyên     | 126.686                      | 1 thị trấn, 12 xã |

| Tên        | Dân số ngày 1/4/2019 (người) | Hành chính        |
| ---------- | ---------------------------- | ----------------- |
| Hiệp Đức   | 37.127                       | 1 thị trấn, 9 xã  |
| Nam Giang  | 26.123                       | 1 thị trấn, 11 xã |
| Nam Trà My | 31.306                       | 10 xã             |
| Núi Thành  | 147.721                      | 1 thị trấn, 16 xã |
| Phú Ninh   | 77.204                       | 1 thị trấn, 9 xã  |
| Phước Sơn  | 26.337                       | 1 thị trấn, 11 xã |
| Quế Sơn    | 107.499                      | 3 thị trấn, 15 xã |
| Tây Giang  | 20.005                       | 10 xã             |
| Thăng Bình | 173.726                      | 1 thị trấn, 19 xã |
| Tiên Phước | 66.239                       | 1 thị trấn, 13 xã |

## Dân số
Tính đến ngày 1/4/2019, dân số Quảng Nam là 1.495.812 người, với mật độ dân số trung bình là 140 người/km², đây cũng là tỉnh đông dân thứ 3 vùng Duyên hải Nam Trung Bộ, 34,3% dân số sống ở đô thị và 65,7% dân số sống ở nông thôn. Dân cư phân bố trù mật ở dải đồng bằng ven biển, dọc quốc lộ 1A, đồng bằng Vu Gia Thu Bồn và Tam Kỳ. Mật độ dân số của Tam Kỳ, Hội An và Điện Bàn vượt quá 1.000 người/km². Trong khi rất thưa thớt ở các huyện miền núi phía Tây. Mật độ dân số trung bình của 6 huyện miền núi gồm Đông Giang, Tây Giang, Nam Giang, Phước Sơn, Bắc Trà My và Nam Trà My là dưới 30 người/km². Với 65,7% dân số sinh sống ở nông thôn, Quảng Nam có tỷ lệ dân số sinh sống ở nông thôn cao hơn tỷ lệ trung bình của cả nước. Tuy nhiên quá trình đô thị hóa của tỉnh đang diễn ra mạnh mẽ sẽ tác động lớn đến sự phân bố dân cư nông thôn-thành thị trong thời gian tới.

Thành phần các dân tộc ở Quảng Nam

Theo cuộc tổng điều tra dân số ngày 1/4/2019, có 37 tộc người cùng sinh sống trên địa bàn Quảng Nam trong đó đông nhất là người Kinh (91,1%), người Cơ Tu (3,2%), người Xơ Đăng (2,7%), và người Giẻ Triêng (1,3%). 29 tộc người còn lại chỉ chiếm 0,9% dân số.
Quảng Nam có lực lượng lao động dồi dào, với trên 887,000 người (chiếm 62% dân số toàn tỉnh), trong đó lao động ngành nông nghiệp chiếm 61,57%, ngành công nghiệp và xây dựng là 16,48% và ngành dịch vụ là 21,95%.
Chất lượng nguồn lao động đang được cải thiện đáng kể. Tỷ lệ lao động được đào tạo nghề chiếm 30% tổng số lao động, trong đó nguồn nhân lực chất lượng cao là gần 18.000 người.
Là một tỉnh với quy mô dân số trung bình, nhưng cơ cấu dân số trẻ và đa phần trong độ tuổi lao động sẽ đặt ra nhu cầu lớn về tiêu dùng và hưởng thụ văn hoá, nhất là các hoạt động văn hoá công cộng, các loại hình văn hoá, nghệ thuật mới, các hoạt động thể thao.
Giai đoạn 2000-2010, dân số đô thị của tỉnh tăng chậm, từ 207.000 người (2000) lên hơn 260,000 người (2010). Việc hình thành các khu, cụm công nghiệp, khu kinh tế mở Chu Lai cùng với quá trình phát triển kinh tế nhằm đưa tỉnh trở thành tỉnh công nghiệp trước năm 2020 sẽ đẩy nhanh quá trình đô thị hóa. Quá trình công nghiệp hóa, đô thị hóa cùng với lực lượng lao động dồi dào sẽ làm tăng mức độ di động dân số trong nội tỉnh cũng như ngoại tỉnh. Quá trình di động dân số (nội tỉnh và ngoại tỉnh) sẽ làm tăng mức độ giao thoa văn hóa.
Quá trình đô thị hóa và di động dân số trong những năm tới đặt ra những vấn đề cho phát triển sự nghiệp Văn hóa của tỉnh, như: xây dựng môi trường văn hóa ở các khu công nghiệp, khu dân cư; nhu cầu văn hóa ở các khu đô thị, cụm dân cư (các sản phẩm văn hóa, dịch vụ văn hóa,...).

## Tôn giáo
Tính đến ngày 1 tháng 4 năm 2019, toàn tỉnh có 11 tôn giáo khác nhau đạt 78,977 người, nhiều nhất là Công Giáo có 37,526 người, tiếp theo là Phật Giáo có 22,670 người, Đạo Tin Lành có 11,730 người, đạo Cao Đài có 6,970 người. Còn lại các tôn giáo khác như Baha'i Giáo có 36 người, Phật Giáo Hòa Hảo có 17 người, Minh Sư Đạo có 13 người, Bà La Môn có bảy người, Hồi Giáo có năm người, Minh Lý đạo có hai người và 1 người theo Bửu Sơn Kỳ Hương.

## Kinh tế
Tỉnh Quảng Nam phấn đấu trở thành tỉnh công nghiệp trước năm 2020.
Năm 2018, Tỉnh có cơ cấu kinh tế: Công nghiệp và dịch vụ chiếm 88%, Nông-Lâm-Ngư Nghiệp 12%. 
Tỉnh có tốc độ tăng trưởng kinh tế cao, bình quân giai đoạn 2010-2015 là 16,3% (Năm 2015 là 11,53%).
Quảng nam có 13 khu công nghiệp, kinh tế mở (Khu kinh tế mở Chu Lai). Do đó Quảng Nam hiện nay đang thiếu rất nhiều lao động-một nghịch lý khi tỷ lệ sinh viên không có việc làm trên cả nước rất lớn, 
Tổng sản phẩm nội địa 2010 khoảng hơn 23.000 tỷ đồng tăng lên hơn 89.900 tỷ đồng năm 2018.Thu ngân sách nhà nước tăng cao, năm 2018 thu ngân sách ướt đạt xấp xỉ 20.000 tỷ đồng (đứng 10/63 tỉnh thành, đứng thứ 2 các tỉnh miền trung từ Thanh Hóa đến Bình Thuận chỉ sau Thanh Hoá và Đà Nẵng. Năm 2018 chứng kiến nền kinh tế phát triển mạnh mẽ chỉ trong 9 tháng đầu năm thu ngân sách ướt đạt 16.300 tỷ đồng bằng 103,5% dự toán năm 2018 Dự kiến 2018 thu ngân sách khoảng xấp xỉ 26.000 tỷ đồng. Tuy nhiên thu ngân sách chủ yếu dựa vào khu phức hợp sản xuất và lắp ráp ô tô Trường Hải.
Xuất khẩu 2018 ướt đạt trên 700 triệu USD. Tỉnh có cảng Kỳ Hà, Sân bay quốc tế Chu Lai. Phấn đấu đến năm 2020 GDP bình quân đầu người từ 3.400-3.600 USD (75-80 triệu đồng). Năm 2018 tỉnh này đón gần 5,4 triệu lượt khách du lịch (xếp thứ 2 miền trung sau Tp. Đà Nẵng với gần 6,1 triệu lượt).
Năm 2022, tốc độ tăng trưởng kinh tế đạt 10,3%. Cơ cấu kinh tế bao gồm:
- Nông, lâm, thủy sản chiếm 13,9%.
- Công nghiệp, xây dựng chiếm 34,4%.
- Dịch vụ chiếm 30,1%.
- Thuế sản phẩm trừ trợ cấp sản phẩm chiếm 18,6%.
- Thu ngân sách nhà nước trên địa bàn tỉnh năm 2022 đạt 26.000 tỉ đồng.

Năm 2022, Quảng Nam là đơn vị hành chính Việt Nam đông thứ 19 về số dân, xếp thứ 27 về Tổng sản phẩm trên địa bàn (GRDP), xếp thứ 17 về GRDP bình quân đầu người, đứng thứ 27 về tốc độ tăng trưởng GRDP. Với 1.519.400 người, GRDP đạt 115,883 tỉ Đồng (tương ứng với 5,04 tỉ USD), GRDP bình quân đầu người đạt 76,6 triệu đồng (tương ứng với 3.161,34 USD), tốc độ tăng trưởng GRDP đạt 10,3%.

### Tiềm năng phát triển thủy điện
Quảng Nam có hệ thống sông suối dày đặc với tiềm năng thủy điện lớn. Hệ thống sông Vu Gia - Thu Bồn với phần lớn lưu vực nằm trong địa giới tỉnh được đánh giá là có tiềm năng thủy điện lớn thứ tư cả nước đang được đầu tư khai thác. Hiện nay tỉnh có các nhà máy thủy điện đã và đang xây dựng như NMTĐ A Vương (210 MW - Tây Giang), Sông Bung 2 (100 MW), Sông Bung 4 (220 MW), Sông Giằng (60 MW), Đak Mi 1(255 MW), Đak Mi 4(210 MW), Sông Kôn 2 (60 MW), Sông Tranh 2 (135 MW),... Đa phần các nhà máy thủy điện nằm trên lưu vực sông Vu Gia nơi có địa hình dốc và tiềm năng thủy điện lớn.
Việc xây dựng các công trình thủy điện thượng lưu Vu Gia - Thu Bồn ảnh hưởng lớn đến dòng chảy hạ lưu. Việc thủy điện Đăk Mi 4 chuyển nước từ Vu Gia sang Thu Bồn làm suy giảm đáng kể dòng chảy hạ lưu Vu Gia. Vào mùa kiệt từ tháng 2 đến tháng 8, vùng ven sông Vu Gia thường đối mặt với thiếu nước cho sinh hoạt và trồng trọt. dòng chảy bị suy giảm là nguyên nhân chính làm cho mặn xâm nhập sâu vào hạ lưu Vu Gia, Thu Bồn và Vĩnh Điện.

## Giáo dục

### Học viện
- Phân hiệu Học viện Hành chính Quốc Gia (Việt Nam) tại tỉnh Quảng Nam - NAPA - ((Vietnam) National Academy of Public Administration campus in Quảng Nam province)

- Trường Đại học Quảng Nam - QNU - (Quảng Nam University)
- Trường Đại học Phan Châu Trinh - PCTU - (Phan Châu Trinh University)

### Cao đẳng
- Trường Cao đẳng Quảng Nam
- Trường Cao đẳng Đông Á
- Trường Cao đẳng Công nghệ - Kinh tế và Thủy lợi Miền Trung
- Trường Cao Đẳng Điện lực Miền Trung
- Trường Cao đẳng Miền Trung
- Trường Cao đẳng Y tế Quảng Nam
- Trường Cao đẳng Nghề Quảng Nam
- Trường Cao đẳng Phương Đông
- Trường Cao Đẳng Công Kỹ Nghệ Đông Á
- Trường Cao Đẳng Thaco

### Trung cấp
- Trường Trung cấp Văn hóa Nghệ thuật và Du lịch Quảng Nam
- Trường Trung cấp Bách khoa Quảng Nam
- Trường Trung cấp Quảng Đông
- Trường Trung cấp Nghề Quảng Nam
- Trường Trung cấp Nghề Thanh niên Dân tộc - Miền núi Quảng Nam
- Trường Trung cấp Kinh tế - Kỹ thuật khu vực Miền Trung - Tây Nguyên
- Trường Trung cấp ASEAN

## Văn hóa, thể thao & du lịch
Thể thao
Sân vận động Tam Kỳ nằm ở khu vực trung tâm thành phố là những nơi tổ chức các hoạt động thể thao và văn hóa-xã hội của tỉnh. Câu lạc bộ bóng đá QNK Quảng Nam là đội bóng đại diện cho tỉnh tham dự Giải bóng đá vô địch Quốc gia Việt Nam.
Du lịch
Quảng Nam là một trong những điểm đến tiêu biểu của du lịch Nam Trung Bộ, là nơi tổng hòa của những yếu tố địa lý là núi, đồng bằng và biển. Quảng Nam có diện tích tự nhiên khoảng 10.574,86 km², giáp ranh Đà Nẵng và Quảng Ngãi.
Quảng Nam sở hữu nhiều danh thắng cổ kính mang vẻ đẹp của tạo hóa, được thiên nhiên ban tặng hệ thống cảnh quan tuyệt đẹp. Hiện nay, Quảng Nam luôn nằm top đầu những tỉnh thành có lượng khách ghé thăm cao nhất cả nước.
Du lịch Quảng Nam không chỉ có di sản thế giới Phố cổ Hội An và Thánh địa Mỹ Sơn… mà còn sở hữu vô cùng nhiều những bãi biển đẹp, những khu du lịch sinh thái và địa điểm du lịch hấp dẫn khác. Thời tiết nơi đây mùa nào cũng đẹp, mỗi thời điểm sẽ mang đến những nét đẹp riêng. Tuy nhiên, thời điểm lý tưởng nhất để khám phá vùng đất xứ Quảng vẫn là từ tháng 2 đến tháng 8, thời điểm này thời tiết khô ráo, rất thuận lợi để tham quan và khám phá các địa điểm du lịch nổi tiếng.
Văn hóa
Lễ hội
- Lễ hội Bà Thu Bồn là một lễ hội dân gian của cư dân ven sông Thu Bồn, tỉnh Quảng Nam với mục đích cầu nguyện một năm mới đất trời thuận hòa, người dân ấm no hạnh phúc. Lễ hội được tổ chức hằng năm vào ngày 12 tháng 2 âm lịch.[28] Xen lẫn các tiết mục văn nghệ dân gian là tiếng hò reo cổ vũ của cư người xem hội hai bên bờ. Nghi thức quan trọng nhất là lễ tế Bà và lễ rước nước về đền. Đền thờ Bà Thu Bồn nằm trong một vùng đồng bằng ven sông thuộc huyện Duy Xuyên. Phần hội quan trọng nhất là hội đua thuyền Lệ Bà (Nam - Nữ), hội thả hoa đăng và đốt lửa thiêng trên những bãi bồi của dòng sông Thu Bồn.
- Lễ hội Bà Chiêm Sơn là lễ hội của cư dân làm nghề nuôi tằm dệt vải của xã Duy Trinh, huyện Duy Xuyên. Lễ được tổ chức ngày 10-12 tháng Giêng âm lịch tại Dinh bà Chiêm Sơn. Lễ hội là dịp bày tỏ niềm tôn kính với người đã khai sinh ra nghề ươm tằm dệt lụa cho địa phương. Người tham gia lễ hội có cơ hội thưởng thức các món ăn đặc trưng của người Quảng Nam. Lễ hội còn là dịp để tham gia các trò chơi dân gian như đá gà, ném bóng vào rổ, hát bài chòi.
- Carneval Hội An là lễ hội đường phố được tổ chức lần đầu tiên tại thành phố Hội An vào giao thừa năm 2009 (dương lịch). Lễ hội mô phỏng theo các lễ hội carneval đường phố vốn rất nổi tiếng tại các nước Châu Âu và Mỹ La-tinh.
- Lễ hội Rước cộ Bà Chợ Được được tổ chức hằng năm vào ngày 11 tháng Giêng (âm lịch) tại xã Bình Triều, huyện Thăng Bình. Đây là một kiểu lễ hội tâm linh để tỏ lòng tôn kính với bà Nguyễn Thị Của. Theo tài liệu "Thần Nữ Linh Ứng Truyện", bà sinh năm 1799 tại huyện Đại Lộc, tỉnh Quảng Nam. Bà mất năm 1817, hưởng dương 18 tuổi. Theo cư dân địa phương, bà rất linh thiêng. Trong một lần ngao du đến làng Phước Ấm (nay là Chợ Được, xã Bình Triều, huyện Thăng Bình, tỉnh Quảng Nam), thấy cảnh sông nước hữu tình, bà chọn nơi này họp chợ để giúp cư dân có cuộc sống sung túc hơn. Bà hóa thân thành một thiếu nữ xinh đẹp chừng 18 tuổi làm nghề bán nước đổi trầu. Dần dần cư dân xung quanh tập trung buôn bán, Chợ Được được hình thành và phát triển. Để ghi nhớ công ơn bà, cư dân trong vùng lập đền thờ "Lăng Bà" và được triều đình phong tặng sắc phong "Thần Nữ Linh Ứng-Nguyễn Thị Đẳng Thần".
- Lễ hội Nguyên Tiêu là lễ hội của hoa kiều tại Hội An. Lễ được tổ chức tại Hội quán Triều Châu và Quảng Triệu vào ngày 16 tháng Giêng (âm lịch) hằng năm.
- Lễ hội Đêm Rằm Phố Cổ được tổ chức vào ngày 14 âm lịch hằng tháng tại đô thị cổ Hội An. Tại thời điểm đó, cư dân trong thành phố sẽ tắt hết điện chiếu sáng, thay vào đó là ánh sáng rực rỡ từ đèn lồng. Thành phố sống trong không gian tĩnh mịch của quá khứ. Các phương tiện có động cơ không được tham gia lưu thông. Đường phố được dành cho người đi bộ thưởng lãm.

Làng nghề truyền thống
- Làng gốm Thanh Hà (phường Thanh Hà, thành phố Hội An)
- Làng mộc Kim Bồng (xã Cẩm Kim, thành phố Hội An)
- Làng đúc đồng Phước Kiều (phường Điện Phương, thị xã Điện Bàn)
- Làng dệt Mã Châu (thị trấn Nam Phước, huyện Duy Xuyên)
- Làng dâu tằm Đông Yên - Thi Lai (xã Duy Trinh, huyện Duy Xuyên)
- Làng dệt chiếu cói Bàn Thạch (xã Duy Vinh, huyện Duy Xuyên)
- Làng rau Trà Quế (xã Cẩm Hà, thành phố Hội An)
- Làng trống Lam Yên (xã Đại Minh, huyện Đại Lộc)
- Làng nghề làm bún (phường Tân Thạnh, thành phố Tam Kỳ)
- Làng nghề truyền thống nước mắm Cửa Khe (xã Bình Dương, huyện Thăng Bình)
- Làng bích họa Tam Thanh (xã Tam Thanh, thành phố Tam Kỳ)
- Làng nghề bánh tráng Phú Chiêm (phường Điện Phương, thị xã Điện Bàn)

...

## Giao thông
Quảng Nam có hệ thống giao thông khá phát triển với nhiều loại hình như đường bộ, đường sắt, đường sông, sân bay và cảng biển. Quảng Nam có tuyến Quốc lộ 1A đi qua.

### Đường bộ
Hệ thống đường quốc lộ và tỉnh lộ trên địa bàn tỉnh được xây dựng theo hướng Bắc - Nam và Đông - Tây. 
Quốc lộ 1A và đường cao tốc Bắc – Nam phía Đông đi qua địa phận các huyện, thị xã và thành phố: Núi Thành, Tam Kỳ, Phú Ninh, Thăng Bình, Quế Sơn, Duy Xuyên và Điện Bàn. Quốc lộ 14 đi qua địa phận các huyện: Phước Sơn, Nam Giang, Đông Giang và Tây Giang. Quốc lộ 14B đi qua địa phận các huyện Đại Lộc và Nam Giang. Quốc lộ 14E đi qua địa phận các huyện: Thăng Bình, Hiệp Đức và Phước Sơn. Ngoài ra tỉnh còn có 1 hệ thống đường bộ gồm các tỉnh lộ như 604, 607, 609, 610, 611, 614, 615, 616, 617, 618 (mới và cũ), 620 và nhiều hương lộ, xã lộ...
- Quốc lộ 1A: Điểm đầu tại km 942 là ranh giới giữa thành phố Đà Nẵng và tỉnh Quảng Nam. Điểm cuối tại km 1027 là ranh giới giữa tỉnh Quảng Nam và tỉnh Quảng Ngãi.
- Đường cao tốc Bắc – Nam phía Đông: Điểm đầu tại ranh giới giữa Đà Nẵng và Quảng Nam. Điểm cuối tại ranh giới giữa Quảng Nam và Quảng Ngãi.
- Đường Hồ Chí Minh: Điểm đầu tại A Tép ranh giới giữa tỉnh Thừa Thiên Huế và tỉnh Quảng Nam, Điểm cuối tại cầu Đắc Zôn ranh giới giữa tỉnh Quảng Nam và tỉnh Kon Tum.
- Quốc lộ 14B: Điểm đầu tại km 32 là ranh giới giữa thành phố Đà Nẵng và tỉnh Quảng Nam thuộc địa phận 2 huyện Hòa Vang và huyện Đại Lộc. Điểm cuối tại km 74 điểm giao với đường Hồ Chí Minh thuộc huyện Nam Giang.
- Quốc lộ 14D: Điểm đầu lý trình km 0 tại Bến Giằng nối với đường Hồ Chí Minh, điểm cuối lý trình km 74,4 tại cửa khẩu Đắc ốc (huyện Nam Giang) ranh giới giữa tỉnh Quảng Nam - Việt Nam với tỉnh Xê Kông - Lào.
- Quốc lộ 14E: Điểm đầu lý trình km 0 tại ngã ba Cây Cốc (huyện Thăng Bình) giao với Quốc lộ 1 (lý trình km 972 + 200). Điểm cuối lý trình km 78 + 432 giao với đường Hồ Chí Minh tại thị trấn Khâm Đức (huyện Phước Sơn).
- Quốc lộ 14G: Điểm đầu tại thị trấn Prao, Đông Giang, điểm cuối trên địa phận Quảng Nam tại ranh giới với thành phố Đà Nẵng.
- Quốc lộ 14H: Điểm đầu tại cảng Cửa Đại (thành phố Hội An), điểm cuối giao đường Trường Sơn Đông tại xã Quế Lâm, huyện Nông Sơn.
- Quốc lộ 40B.
- Quốc lộ 24C.

### Đường sắt
Trục đường sắt Việt Nam đi qua tỉnh này:

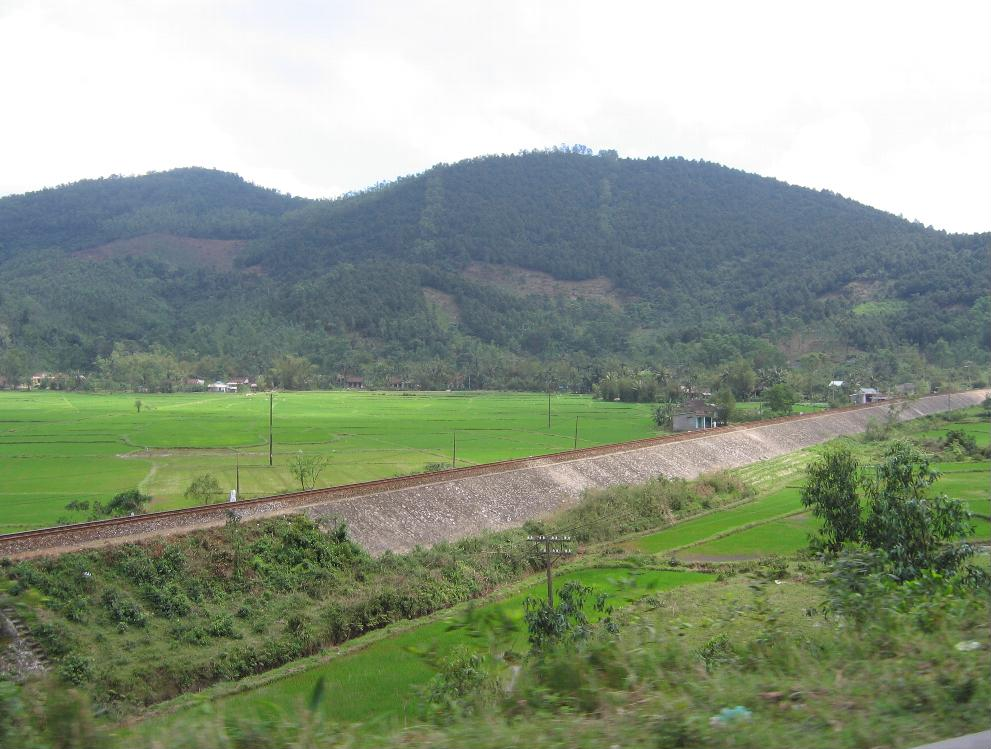
Đường sắt Bắc Nam đoạn đi qua địa phận tỉnh Quảng Nam.

| STT | Tên Ga    | Địa chỉ                                                              |
| 1   | Nông Sơn  | thôn La Hòa, xã Điện Phước, thị xã Điện Bàn, tỉnh Quảng Nam          |
| 2   | Trà Kiệu  | xã Duy Sơn, huyện Duy Xuyên, tỉnh Quảng Nam                          |
| 3   | Phú Cang  | thôn Quý Phước, xã Bình Quý, huyện Thăng Bình, tỉnh Quảng Nam        |
| 4   | An Mỹ     | xã Tam An, huyện Phú Ninh, tỉnh Quảng Nam                            |
| 5   | Tam Kỳ    | đường Nguyễn Hoàng, phường An Xuân, thành phố Tam Kỳ, tỉnh Quảng Nam |
| 6   | Diêm Phổ  | thôn Diêm Phổ, xã Tam Anh, huyện Núi Thành, tỉnh Quảng Nam           |
| 7   | Núi Thành | thị trấn Núi Thành, huyện Núi Thành, tỉnh Quảng Nam                  |

### Đường hàng không
Năm 1965, người Mỹ xây dựng sân bay Chu Lai, nhằm mục đích phục vụ các hoạt động quân sự ở miền Trung và Tây Nguyên. 40 năm sau, ngày 02 tháng 3 năm 2005, sân bay Chu Lai đón chuyến bay thương mại đầu tiên từ Thành phố Hồ Chí Minh, đánh dấu một sự kiện lịch sử của tỉnh. Năm 2010, Vietnam Airlines có tuyến bay Chu Lai - Hà Nội. Việc sân bay Chu Lai vào hoạt động thương mại sẽ thúc đẩy mạnh mẽ sự phát triển không chỉ của Quảng Nam (với khu công nghiệp Chu Lai) mà còn của tỉnh Quảng Ngãi (với khu công nghiệp Dung Quất). Xa hơn nữa, sân bay Chu Lai sẽ được phát triển thành sân bay quốc tế phục vụ cho việc trung chuyển hành khách và hàng hóa trong khu vực. Ngoài ra, việc đưa sân bay Chu Lai vào hoạt động sẽ giúp cho du khách đến với hai di sản văn hóa thế giới đó là Phố cổ Hội An và Thánh địa Mỹ Sơn dễ dàng hơn.

### Đường sông
Quảng Nam có 941 km sông ngòi tự nhiên, đang quản lý và khai thác 307 km sông (chiếm 32,62%), gồm 11 sông chính. Hệ thống sông hoạt động chính gồm 2 hệ thống: sông Thu Bồn và sông Trường Giang, hai hệ thống sông này đều đổ ra biển Đông theo 3 cửa sông: sông Hàn, Cửa Đại và Kỳ Hà.
Sông Trung ương quản lý: dài 132 km, gồm: Đoạn 1 sông Thu Bồn, sông Trường Giang.
Toàn bộ đường sông đang khai thác vận tải thủy của tỉnh Quảng Nam dài 207 km, gồm 11 tuyến: Sông Thu Bồn, sông Trường Giang, sông Vu Gia, sông Yên, sông Vĩnh Điện, sông Hội An, sông Cổ Cò, sông Duy Vinh, sông Bà Rén, sông Tam Kỳ và sông An Tân.

### Biển số xe
Dấu x có thể là chữ hoặc số, # là một con số.
- Thành phố Tam Kỳ 92-Bx ###.##; 92-L8 ####; 92-L9 ####;
- Thành phố Hội An 92-Cx ###.##; 92-H1 ####;
- Thị xã Điện Bàn 92-Dx ###.##; 92-H2 ####; 92-S2 ####;
- Huyện Đại Lộc 92-Ex ###.##; 92-H3 ####; 92-S3 ####;
- Huyện Duy Xuyên 92-Fx ###.##; 92-H4 ####;
- Huyện Quế Sơn 92-Gx ###.##; 92-H5 ####;
- Huyện Thăng Bình 92-Hx ###.##; 92-H6 ####; 92S5 ####;
- Huyện Hiệp Đức 92-Kx ###.##; 92-H7 ####;
- Huyện Phú Ninh 92-Lx ###.##; 92-H8 ####;
- Huyện Tiên Phước 92-Mx ###.##; 92-H9 ####;
- Huyện Núi Thành 92-Nx ###.##; 92-R1 ####;
- Huyện Phước Sơn 92-Px ###.##; 92-L2 ####;
- Huyện Nam Giang 92-Sx ###.##;
- Huyện Đông Giang 92-Tx ###.##;
- Huyện Tây Giang 92-Ux ###.###;
- Huyện Bắc Trà My 92-Vx ###.##; 92-L6 ####;
- Huyện Nam Trà My 92-Xx ###.##; 92-L7 ####;
- Huyện Nông Sơn 92-Yx ###.##;

## Đặc sản ẩm thực
Quảng Nam là tỉnh có rất nhiều đặc sản, ẩm thực địa phương như: hải sản, mì Quảng, cao lầu Hội An, bê thui Cầu Mống, quế Trà My, bánh tổ Hội An, cá chuồn Núi Thành, sâm ngọc linh Nam Trà My, bánh nậm, đường bát Quảng Nam, gỏi bòn bon Tiên Phước, rượu Hồng Đào, bánh tráng Đại Lộc, măng rừng, cơm lam Tây Bắc, củ nén, bánh bèo, ớt a riêu Đông Giang, rượu cần Tây Nguyên, cơm gà Tam Kỳ, xí mà Hội An, bánh thuẫn, bưởi trụ lông Đại Bình, rau rừng, ba kích tím, bánh khô mè, tam hữu Trà Quế, khoai lang xứ Quảng, gà tre Đèo Le, chè dây ra den Đông Giang, mía Điện Bàn, côn trùng Tây Bắc, nộm dưa chuối chát, rau sen nấu hến Nông Sơn, bánh tráng cuốn thịt heo, hạt tiêu Tiên Phước, bánh bao - bánh vạc, mít hông Tam Kỳ, bánh đậu xanh mặn, rau xương rồng, chè Hội An, bánh sừng trâu Cơ Tu, món hến, bánh tráng nhúng đường, dưa kiệu Thăng Bình, ốc đá sông Tiên, kẹo đậu phộng (bánh cu đơ), cam Tây Giang, bánh mì Hội An, zơ rá Cơ Tu, bánh xèo, nước mắm Tam Thanh, mật ong rừng, bánh tráng Phú Triêm, xôi đường, chuối mốc Tiên Phước, bánh đập Hội An, măng núi trộn, mực cơm bãi Ngang, dứa Đại Lộc, rượu tr'đin Tây Giang, cháo lươn xanh, bánh bột lọc, nhộng ong miền Tây, cá niên, táo mèo Nam Trà My, hoành thánh Hội An, phở sắn Đông Phú, rượu tà vạt, ram tôm, nếp đắng Lộc Đại, nước mắm Cửa Khe, nấm lim xanh, yến sào Cù Lao Chàm.

## Hình ảnh

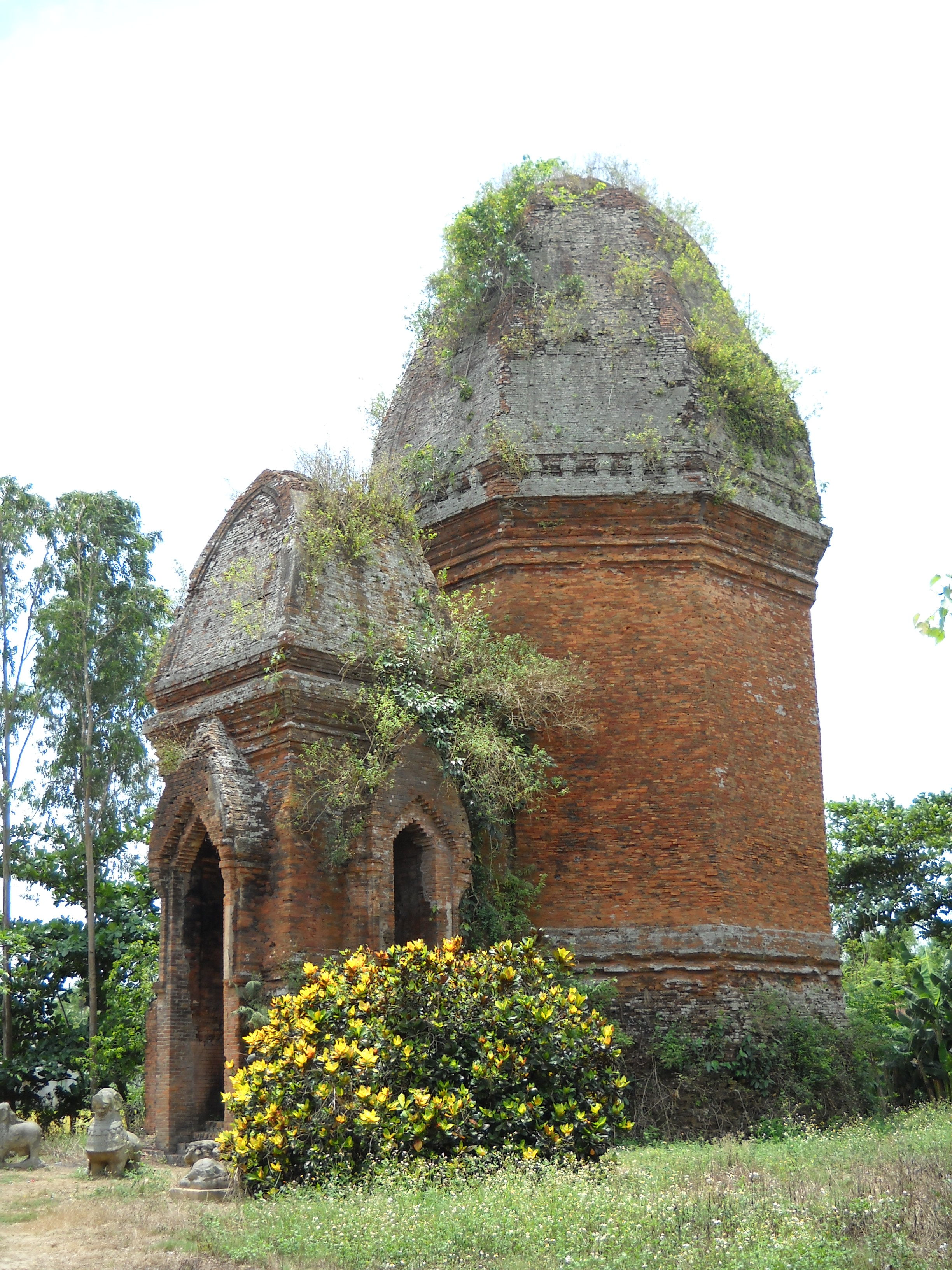
Tháp Bằng An, Điện Bàn, Quảng Nam.
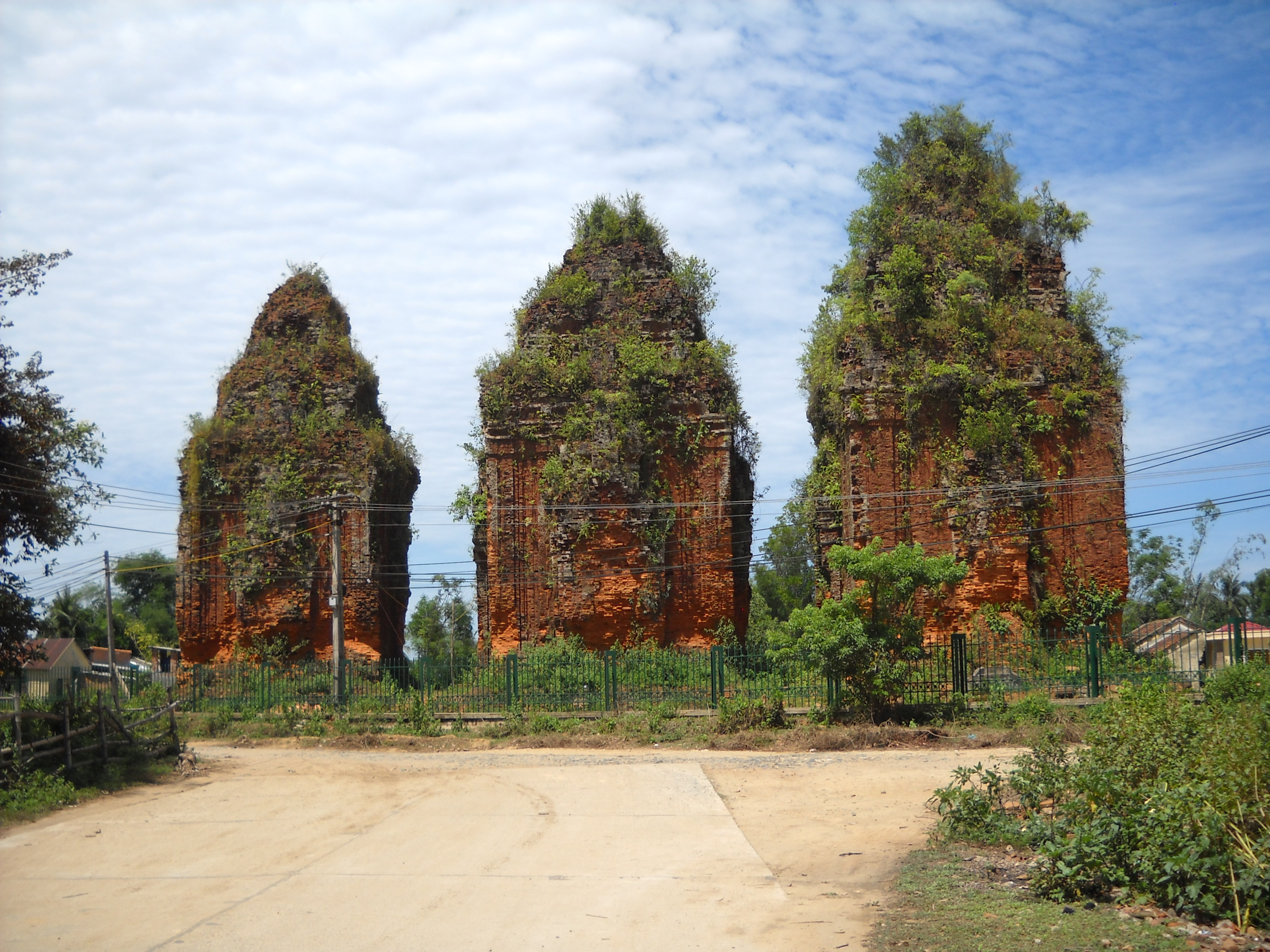
Tháp Khương Mỹ, Quảng Nam.
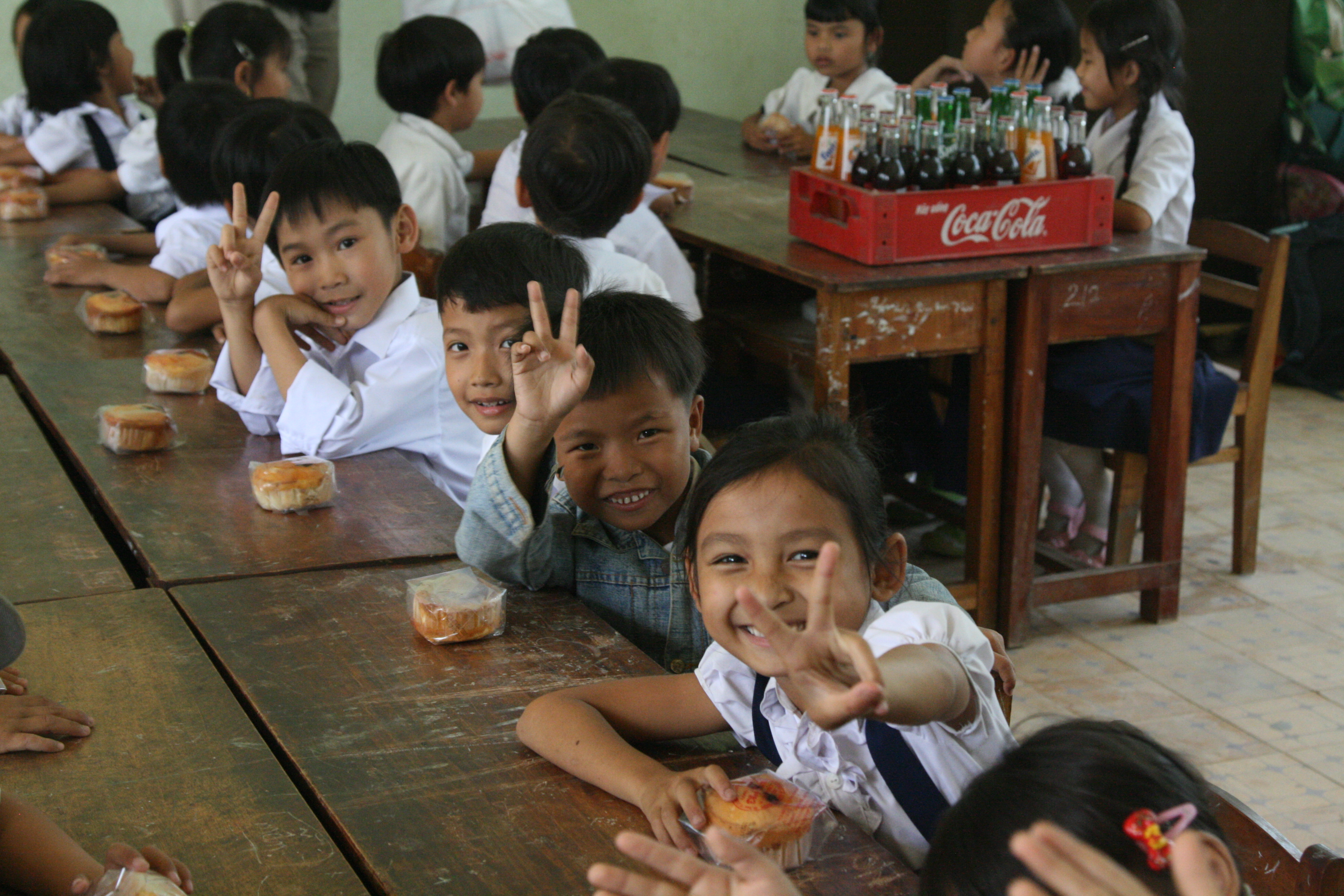
Học sinh tại trường tiểu học Hòa Bắc, Yên Nam, Quảng Nam.
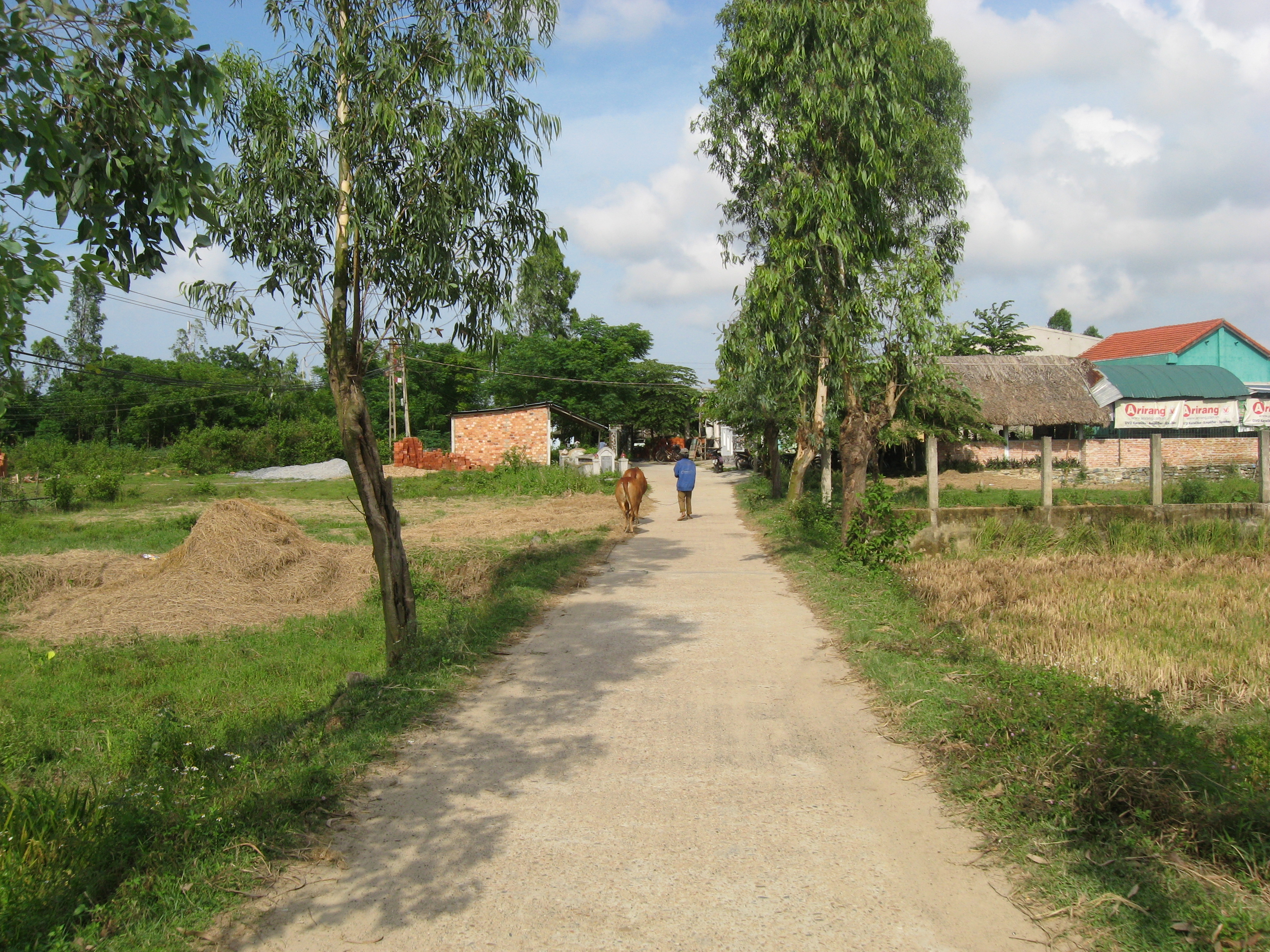
Một con đường đất ở Điện Bàn, Quảng Nam.
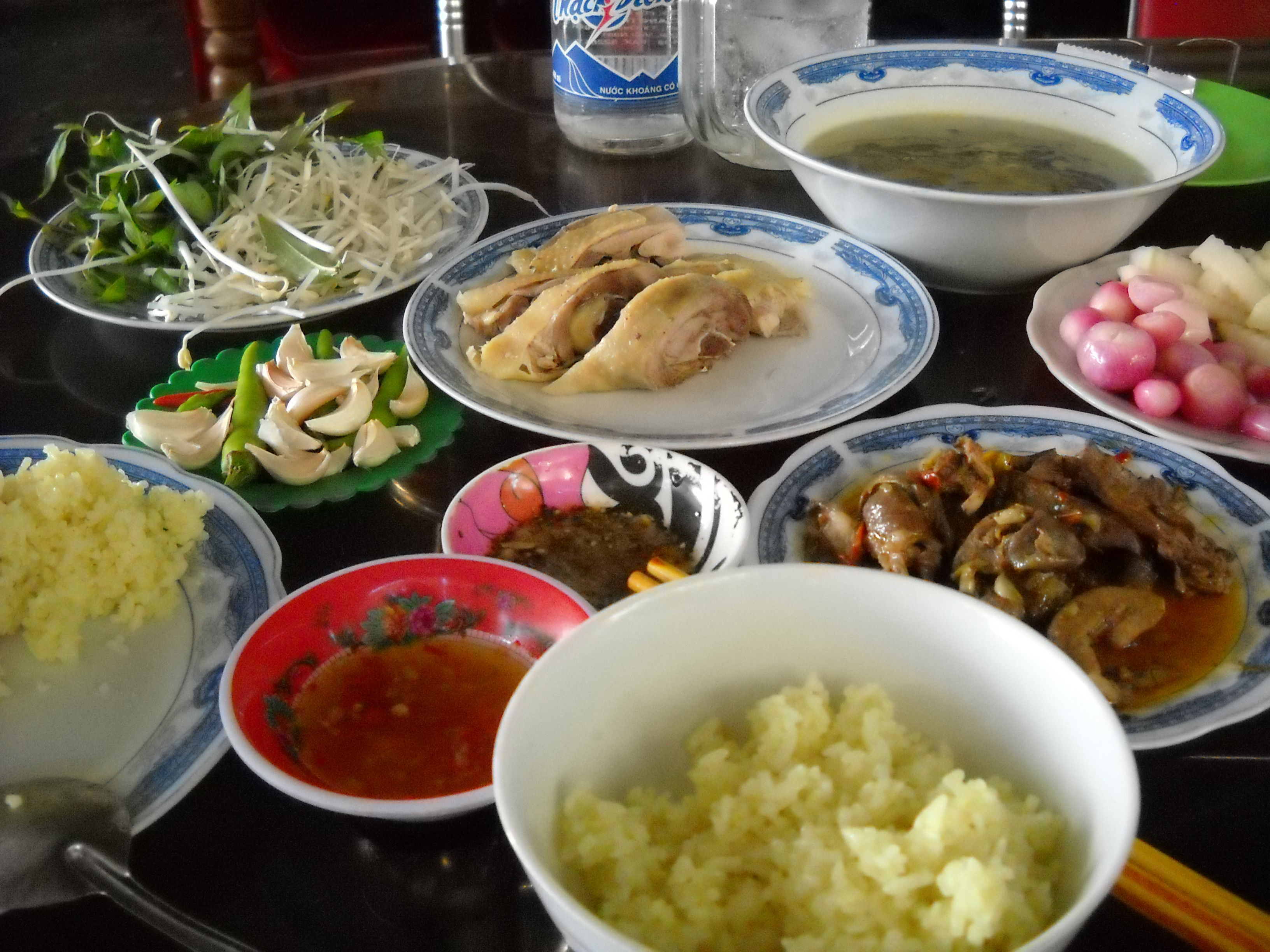
Cơm gà Tam Kỳ, Quảng Nam
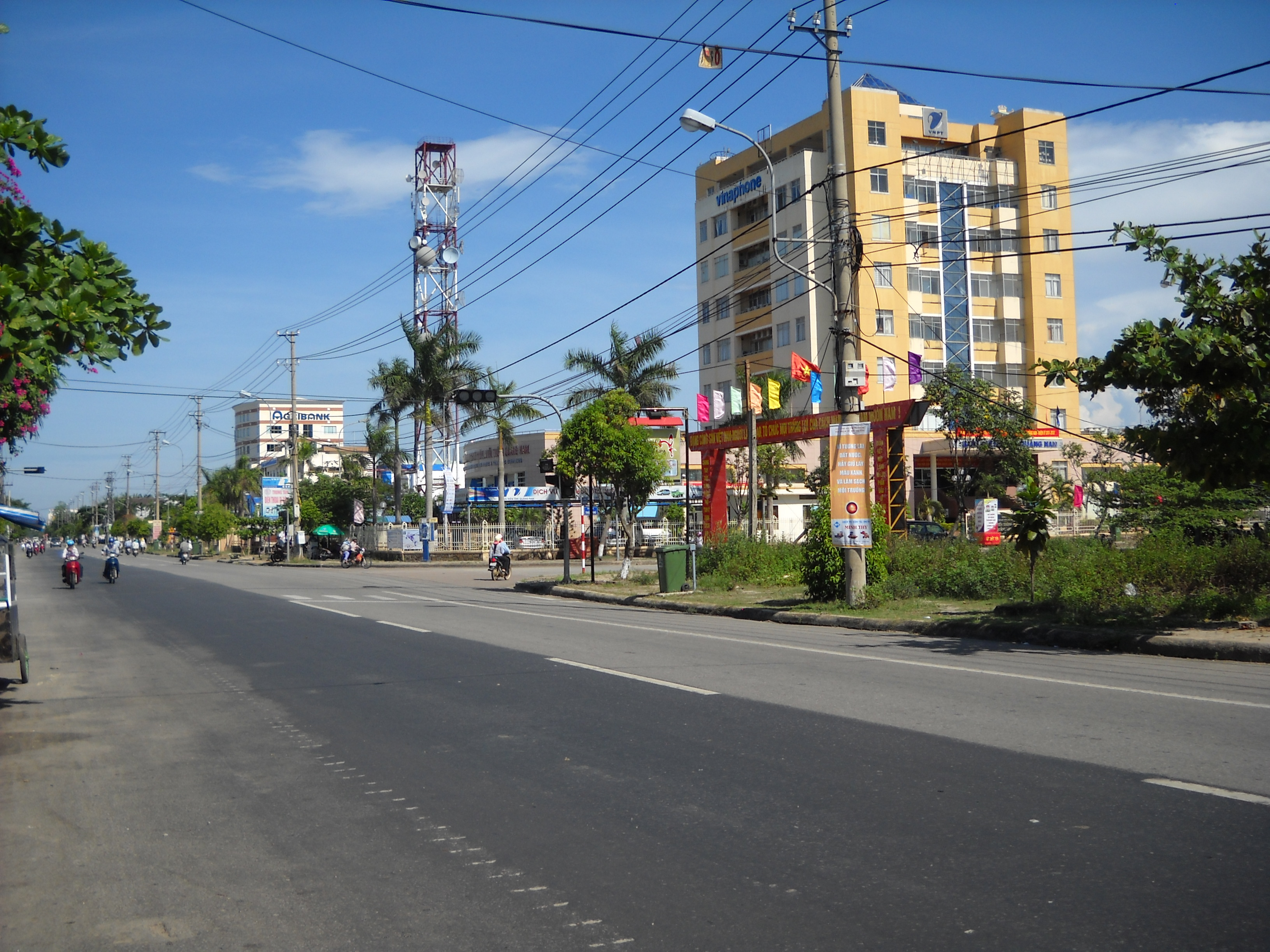
Đường phố ở Tam Kỳ, Quảng Nam